# EKZ Bibliotheksservice

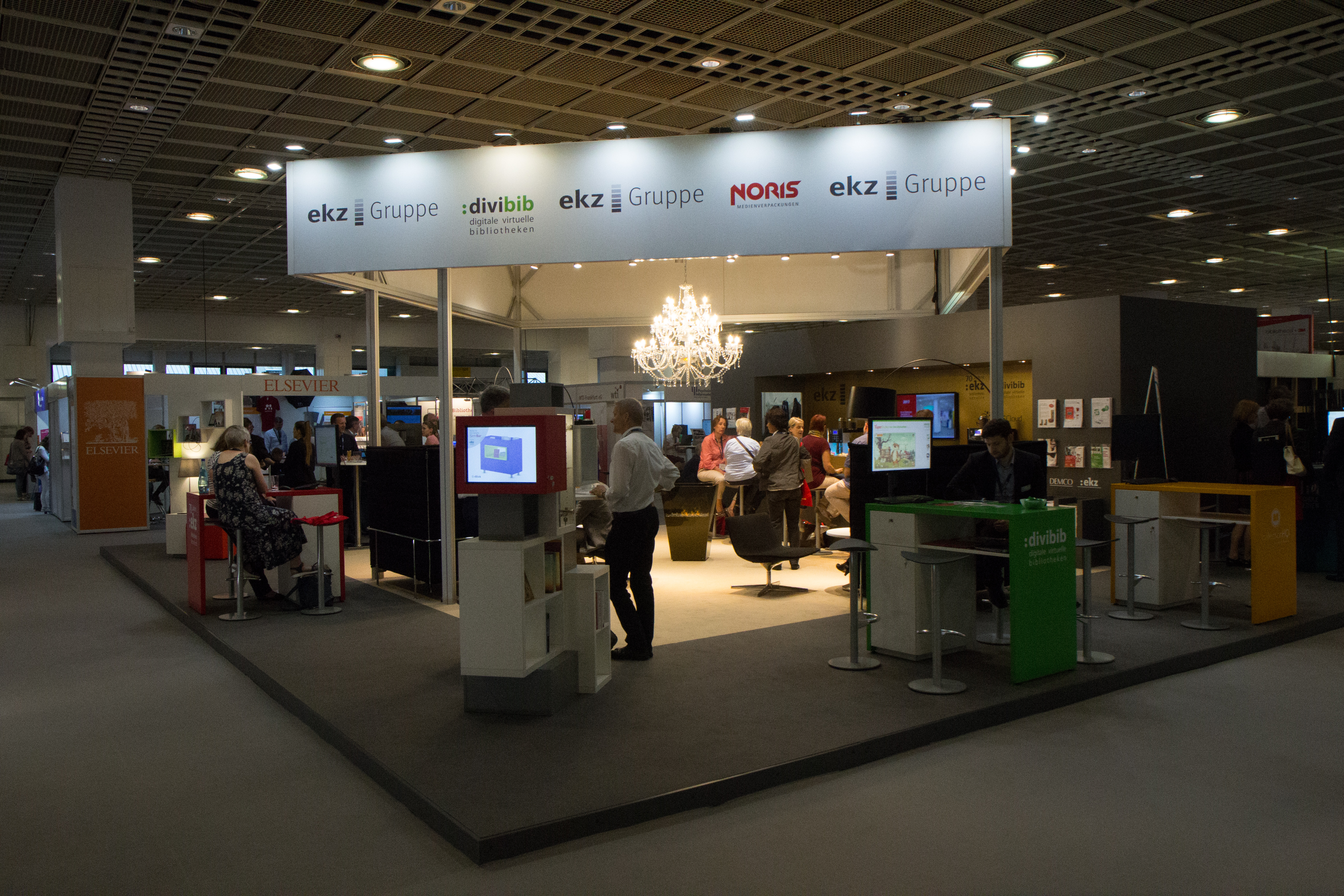
Stand der ekz Gruppe auf dem 106. Deutschen Bibliothekartag 2017 in Frankfurt

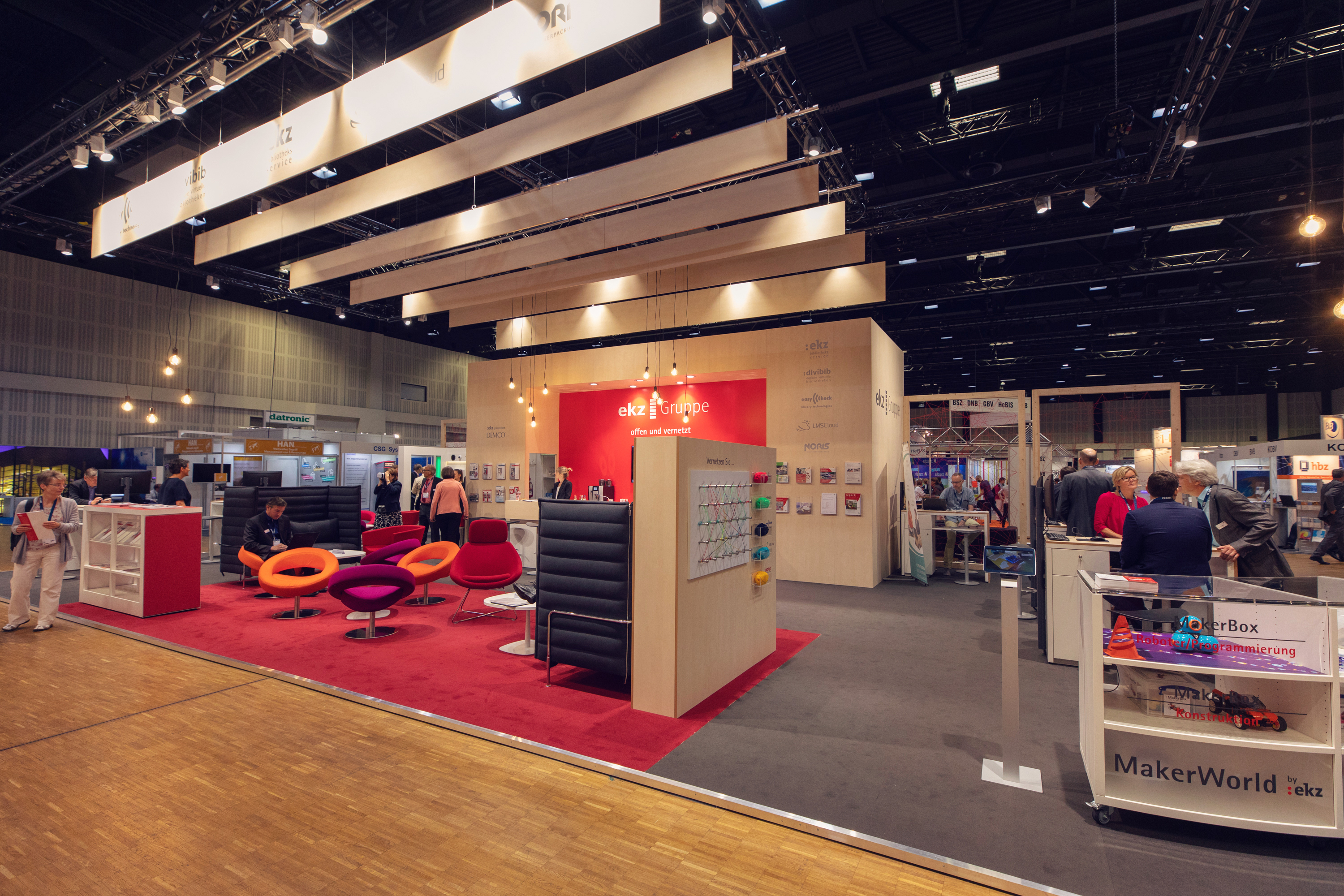
Stand der ekz-Gruppe beim Bibliothekartag 2018 in Berlin

Der EKZ Bibliotheksservice ist ein Dienstleistungsunternehmen mit Sitz in Reutlingen, dessen Angebote sich überwiegend an Bibliotheken richten. Sie unterhält ein Lektorennetzwerk, die sogenannte Lektoratskooperation, das die etwa 90.000 jährlichen Neuerscheinungen in deutscher Sprache sichtet und bis zu 20.000 Titel für den „bibliothekarischen Bestandsaufbau“ auswählt.
2020 beschäftigte die EKZ-Gruppe ca. 300 Mitarbeiter bei einem Jahresumsatz von circa 70 Mio. Euro.

## Geschichte
Die EKZ wurde am 26. Februar 1947 unter dem Namen Einkaufszentrale für Öffentliche Büchereien durch Körperschaften der öffentlichen Hand in Reutlingen  als GmbH gegründet (siehe auch Gesellschafterstruktur). Grundlage der Geschäftsgründung war ein während des Zweiten Weltkrieges von Leipzig nach Reutlingen verlegtes Bücherlager des Einkaufshauses für Volksbüchereien. 1952 zieht sie in ihren bis heute genutzten Neubau in der Bismarckstraße 3 um. Erste Büchereimöbel hat die EKZ seit 1953 im Angebot. Seit 1963 gibt es die „Ausleihfertige Bearbeitung“ von Büchern (ALB), mittlerweile auch von Nonbooks. 1969 erscheint erstmals der „EKZ-Informationsdienst“, kurz “ID”.
1974 ändert das Unternehmen seinen Namen in „Einkaufszentrale für öffentliche Bibliotheken GmbH“. In Kooperation mit dem Berufsverband Information Bibliothek (BIB) – damals Verein der Bibliothekare an öffentlichen Bibliotheken – und dem Deutschen Bibliotheksverband (dbv) entsteht 1976 die „Lektoratskooperation“ für die Zusammenarbeit bei der Erstellung des ID. Dieses Netzwerk bildet einen weltweit einzigartigen Rezensionsdienst.
1992 erweitert die EKZ ihr Angebotsspektrum um Projektberatung für Bibliotheken. Mit der neuen Stadtbücherei Münster stemmt das Unternehmen 1993 ihr bisher größtes Einrichtungsprojekt. 1994 wird der Name in „Einkaufszentrale für Bibliotheken“ geändert, bereits 1999 dann in „ekz.bibliotheksservice GmbH“.
2000 eröffnet die EKZ in Salzburg ihre österreichische Niederlassung; ein Jahr später (2001) folgt die Gründung einer französischen Niederlassung im elsässischen Haguenau, die später nach Bischwiller verlegt wird. 2005 gründet die EKZ zwei Tochterunternehmen: die divibib, zur Bereitstellung der Onleihe und zum Vertrieb digitaler Medien sowie die EasyCheck als Technologiepartnerin für RFID-Selbstverbuchung. Die Onleihe startet dann im Jahr 2007 mit vier Pilotbibliotheken – Stand 2021 sind es fast 3.500 angeschlossene Einrichtungen.
2011 statten die EKZ und ihre Tochterunternehmen den Neubau der Zentralbibliothek der Stadtbibliothek Stuttgart komplett aus. Dabei sind Regale und sonstige Möbel, Selbstverbuchung, RFID-Schränke und Onleihe allesamt Leistungen der EKZ-Unternehmensgruppe. 2014 richtet  EasyCheck in Hamburg-Finkenwerder Deutschlands erste Open Library ein, die zu bestimmten Zeiten von den Kunden selbständig und ohne Personalaufsicht genutzt werden kann.

Im April 2022 wurde die EKZ GmbH zum Opfer eines Cyberangriffs.

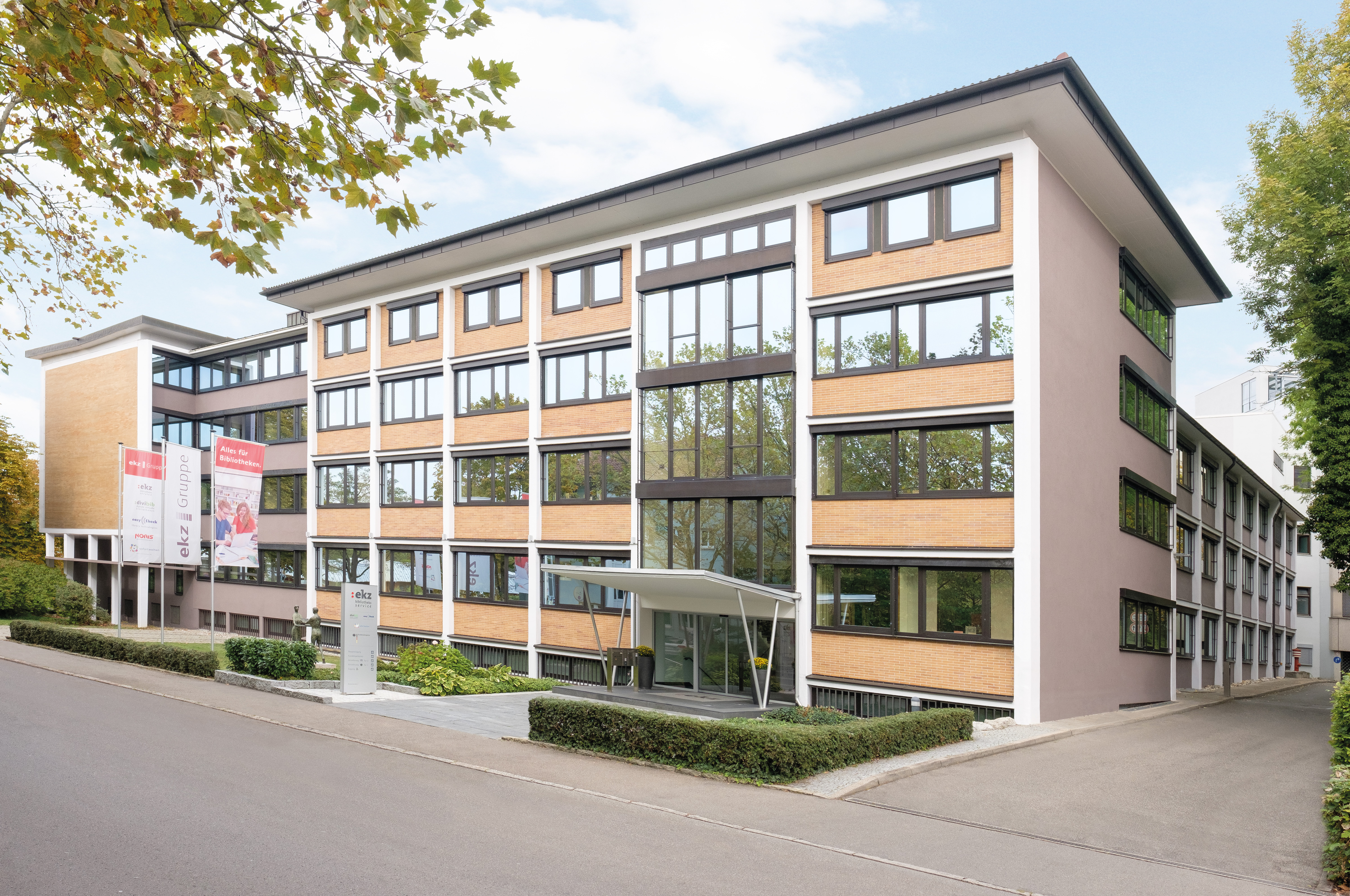
Die EKZ-Bibliotheksservice in der Bismarckstraße 3 in Reutlingen (2016)

## Unternehmen
Heute deckt die EKZ als Muttergesellschaft einer Firmengruppe von insgesamt sieben Unternehmen (Stand 2021) das gesamte Spektrum zeitgemäßer Bibliotheksdienstleistungen ab. Diese reichen von Einrichtungsplanungen und -realisierungen über das professionelle Bestandsmanagement hin zu cloudbasierten Softwarelösungen, der digitalen Nutzung von E-Medien und zeitgemäßen RFID-basierten Projekten.
Geographisch konzentrieren sich die Geschäfte auf Europa mit Schwerpunkt im deutschsprachigen Gebiet. 2020 beschäftigte die EKZ-Gruppe ca. 300 Mitarbeiter bei einem Jahresumsatz von circa 70 Mio. Euro.

### Unternehmensgruppe
In Österreich und Frankreich wurden in den Jahren 2000 und 2001 Niederlassungen gegründet. In der Schweiz hielt die EKZ bis Mitte 2015 Beteiligungen an der 2001 gegründeten SBD.bibliotheksservice ag. In weiteren europäischen Ländern arbeitet die EKZ mit Partnerfirmen zusammen.
Darüber hinaus besitzt die EKZ Tochterunternehmen, die auf unterschiedliche Geschäftsfelder aus dem Bereich des Bibliotheksservice spezialisiert sind:
- Die divibib stellt Bibliotheken digitale Medien, Onleihe-Portale und Apps bereit.[13]
- EasyCheck und Autocheck Systems sind Technologielieferanten für Bibliotheken vor allem aus den Bereichen Selbstverbuchung/RFID und Open Library.[14]
- LMSCloud bietet eine gehostete Software-Lösung für das Bibliotheksmanagement auf der Basis des Open-Source-Projektes „Koha“ an.
- Die borro medien richtet sich als Lieferant von Medien und Zubehör vor allem an Katholische Öffentliche Bibliotheken (KÖB) außerhalb Bayerns aber auch an Endverbraucher.[15][16]
- Team Stonepark firmiert als Joint Venture gemeinsam mit der niederländischen Stonepark als Generalunternehmer für die Neueinrichtung von Bibliotheken.

Von 2010 bis 2016 gehörte auch 4Readers zur EKZ-Gruppe. Das Unternehmen betrieb das Onlineportal sofortwelten.de, das Unterhaltungsmedien und Fachbücher als Download- oder Versand-Produkte an Endkunden verkaufte.
2010 wurde die NORIS Transportverpackung in Nürnberg erworben, die 2019 mit der EKZ verschmolzen wurde, aus der das Geschäft weiter fortgeführt wird.

### Gesellschafterstruktur
Die EKZ nahm lange Jahre eine Sonderstellung im deutschen Bibliothekswesen als ein Wirtschaftsunternehmen im Besitz der öffentlichen Hand ein. Die Zahl der Gesellschafter erhöhte sich von 18 bei der Gründung 1947 (5 Länder, 12 Städte und ein kommunaler Verband) bis 1987 auf 71 (u. a. sämtliche Bundesländer inklusive der Stadt Bremen und der Stiftung Hamburger Öffentliche Bücherhallen, 56 weitere Städte, 3 Gebietskörperschaften und eine weitere Stiftung) und noch einmal nach der Wende.
Seit erstmals 2005 wurde die EKZ sukzessive privatisiert, die Zahl der öffentlichen Gesellschafter hat sich auf 17 reduziert (Stand 2018), die 32,16 % der Anteile halten; die restlichen Anteile liegen bei Jörg Meyer, der seit 2004 Geschäftsführer und seit 2007 Haupteigentümer der EKZ war. 2025 trat Pierre Bourdon als Geschäftsführer dazu.

### Mitgliedschaften
Die EKZ ist Mitglied bei der International Association of Music Libraries, Archives and Documentation Centres, dem Arbeitskreis für Jugendliteratur, dem Berufsverband Information Bibliothek, dem Berufsverband Bibliothek & Information Deutschland, dem Börsenverein des Deutschen Buchhandels, dem Deutschen Bibliotheksverband, dem Stifterrat der Stiftung Lesen, der International Federation of Library Associations and Institutions und ist Fördermitglied der Max-Planck-Gesellschaft.

## Produkte und Dienstleistungen

### Geschäftsbereiche
Die Kerngeschäftsbereiche der EKZ sind
- der Vertrieb von Medien an Bibliotheken über medienwelten.ekz.de einschließlich Formal- und Sacherschließung, mittlerweile nach dem internationalen Standardregelwerk RDA[23]
  - Bücher und weitere Medien in Bild und Ton (vor allem DVDs und CDs);
  - bis zum Jahr 2000 Zeit auch Verarbeitung von Planodruckbogen zu Büchern;
  - sogenannte ausleihfertige Bearbeitung von Medien (u. a. Einarbeitung von RFID-, Sicherungs- und Eigentumsetiketten, Aufkleben von Signaturschildern und Interessenkreisaufklebern)
  - Erarbeitung von qualifizierten Empfehlungslisten für den Medienerwerb zu aktuellen Themen (sog. „Medienaktionen“[24])
  - Erarbeitung und Herausgabe des ekz-Informationsdienstes (ID) gemeinsam mit der Lektoratskooperation[25], dem führenden Besprechungsdienst für Bibliotheken
- Entwicklung und Vertrieb von Bibliothekszubehör (u. a. Bücherstützen, Bibliothekstechnik) und
- Entwicklung und Vertrieb von Bibliotheksmöbeln (u. a. Regalsysteme, Thekenmöbel, Bücherwagen)
- Neueinrichtung von Bibliotheken, Bibliotheksplanung und Innenarchitektur
- Weiterbildungen und Veranstaltungen zu bibliotheksrelevanten Themen
- Projektberatung für Bibliotheken und Schulbibliotheken.

Das Unternehmen gilt als leistungsfähigste Bibliotheksfachfirma (library supplier) mit dem größten Marktanteil in Deutschland.

### EKZ-Informationsdienste
Bereits ein Jahr nach der Gründung legte die EKZ gedruckte Angebotslisten für Bücher vor, die im seit 1954 selbstständig und monatlich erscheinenden Buchanzeiger für öffentliche Büchereien aufgingen. Im Wesentlichen wurden Rezensionen von Mitarbeitern der bibliothekarischen Fachzeitschrift Bücherei und Bildung (später Buch und Bibliothek, heute BuB – Forum Bibliothek und Information) bzw. Kurzfassungen der im umfangreichen Besprechungsteil dieser Zeitschrift erscheinenden Besprechungen verwendet. Parallel dazu wurde 1969 ein wöchentlich und bis heute in Zettelform erscheinender EKZ-Informationsdienst eingerichtet.
Beide Publikationen wurden 1976 in die Lektoratskooperation mit dem Verein der Bibliothekare an Öffentlichen Bibliotheken (VBB, einer Vorgängerorganisation des heutigen Berufsverbandes Information Bibliothek) und dem Deutschen Bibliotheksverband eingebracht; aus 1976 plangemäß 9.000 Begutachtungen sind zwischenzeitlich rund 20.000 Besprechungen für Buch und Nonbooks in verschiedenen Publikationsorganen geworden. Die Zeitschrift Besprechungen, Annotationen, seit 1976 Nachfolger des Buchanzeigers, wurde 2010 allerdings nachfragebedingt eingestellt.